# تنغ همغون (كوهمرة خامي)
تنغ همغون (بالفارسية: تنگ همگون) هي قرية تقع في إيران في قسم كوهمرة خامي الريفي. يقدر عدد سكانها بـ 62 نسمة بحسب إحصاء 2016.